# Sparisoma
Sparisoma é um gênero de peixes da família Scaridae.

## Espécies
- Sparisoma amplum (Ranzani, 1841)
- Sparisoma atomarium (Poey, 1861)
- Sparisoma aurofrenatum (Valenciennes, 1840)
- Sparisoma axillare (Steindachner, 1878)
- Sparisoma chrysopterum (Bloch & Schneider, 1801)
- Sparisoma cretense (Linnaeus, 1758)
- Sparisoma frondosum (Agassiz, 1831)
- Sparisoma griseorubrum Cervigón, 1982
- Sparisoma radians (Valenciennes, 1840)
- Sparisoma rubripinne (Valenciennes, 1840)
- Sparisoma strigatum (Günther, 1862)
- Sparisoma tuiupiranga Gasparini, Joyeux & Floeter, 2003
- Sparisoma viride (Bonnaterre, 1788)